# Кубок Чорногорії з футболу 2021—2022
Кубок Чорногорії з футболу 2021–2022 — 16-й розіграш кубкового футбольного турніру в Чорногорії. Титул успішно захистила Будучност.

## Календар
| Раунд      | Дата                      | Матчі | Клуби  |
| ---------- | ------------------------- | ----- | ------ |
| 1/8 фіналу | 27 жовтня 2021            | 8     | 16 → 8 |
| 1/4 фіналу | 24 листопада 2021         | 4     | 8 → 4  |
| 1/2 фіналу | 20 квітня — 4 травня 2022 | 4     | 4 → 2  |
| Фінал      | 29 травня 2022            | 1     | 2 → 1  |

## 1/8 фіналу
| Команда 1      | Рахунок      | Команда 2           |
| -------------- | ------------ | ------------------- |
| 27 жовтня 2021 |              |                     |
| Єзеро          | 1:3          | Будучност           |
| Ком (2)        | 0:1          | Іскра               |
| Рудар          | 3:0          | Арсенал (Тиват) (2) |
| Бокель (2)     | 1:2          | Сутьєска            |
| Дечич          | 2:0          | Петровац            |
| Іґало (2)      | 0:0 пен. 4:3 | Морнар              |
| Подгориця      | 2:0          | Зета                |
| Тітоград (2)   | 1:0          | Єдинство (2)        |

## 1/4 фіналу
| Команда 1         | Рахунок | Команда 2 |
| ----------------- | ------- | --------- |
| 24 листопада 2021 |         |           |
| Будучност         | 2:0     | Рудар     |
| Сутьєска          | 4:0     | Подгориця |
| Іскра             | 2:0     | Іґало (2) |
| Тітоград (2)      | 0:2     | Дечич     |

## 1/2 фіналу
| Команда 1               | Заг. | Команда 2 | 1-й матч | 2-й матч |
| ----------------------- | ---- | --------- | -------- | -------- |
| 20 квітня/4 травня 2022 |      |           |          |          |
| Іскра                   | 2:3  | Дечич     | 1:1      | 1:2      |
| Будучност               | 5:1  | Сутьєска  | 3:0      | 2:1      |

## Фінал
| 29 травня 2022 21:30 (20:30 CEST) |

| Будучност    | 1:0      | Дечич |
| ------------ | -------- | ----- |
| - Чукович 9' | Протокол |       |

| Міський стадіон, Подгориця Глядачів: 4 219 Арбітр: Никола Дабанович |